# Erasmo di Bartolo
Erasmo di Bartolo, známý také jako Erasmo Bartoli Filippino či otec Raimo (1. července 1606, Gaeta – 12. září 1656, Neapol) byl italský hudební skladatel a pedagog.
O jeho životě a díle je jen velmi málo informaci. Byl vysvěcen na kněze a učil na neapolských konzervatořích. Mezi jeho žáky byl Giovanni Salvatore. Zemřel při morové epidemii v roce 1656.

## Dílo
- Ave Maris Stella a 8
- Quarant'ore con musica a quattro chori.
- Vespro Solenne (žalm, 1632)